# باربارا چیو
باربارا چیو (انگلیسی: Barbara Chiu؛ زادهٔ ) یک بازیکن تنیس روی میز اهل کانادا است.